# Резерв катастроф

## Визначення
Резерв катастроф — це резерв, який призначено для покриття надзвичайного збитку, що є наслідком непереборної сили або масштабної аварії, і який вимагає страхових виплат за великою кількістю договорів.

## Мета формування резерву катастроф
Концентрація коштів для покриття надзвичайного збитку, що став наслідком великомасштабної аварії або дії обставин непереборної сили. Використовувати кошти цього резерву можна, тільки якщо спеціальними рішеннями органів влади подія, що відбулася визнано катастрофою.

## Порядок, умови формування та використання резерву катастроф
Порядок, умови формування та використання резерву катастроф визначаються страховиком самостійно, за погодженням органу у справах нагляду за страховою діяльністю. Основною вимогою цього органу є визначення надзвичайного збитку та масової аварії з чіткими характеристиками, які дадуть можливість їх ідентифікувати, з урахуванням специфіки зобов'язань страховика за укладеними договорами страхування. Критерієм віднесення до катастрофічних ризиків є, як правило, не ступінь самого ризику, а ймовірний характер настання страхових випадків за укладеними договорами страхування .

## Формула розрахунку величини резерву катастроф
Величина резерву катастроф на будь-яку дату формується залежно від загальної величини зароблених у відповідному звітному періоді страхових платежів (страхова премія, страховий внесок) за договорами обов'язкового страхування цивільної відповідальності за ядерну шкоду за формулою:
РК = Р + 3 * К — П
де РК — величина резерву катастроф на кінець звітного періоду;
Р — величина резерву катастроф на початок звітного періоду;
3 — зароблений страховий платіж у звітному періоді;
К — відрахування у резерв катастроф в розмірі не менше 80% загальної величини зароблених у звітному періоді страхових премій;
ПК — сума повернень з резерву катастроф.
Отже, за базу розрахунку резерву катастроф приймаються зароблені, а не всі платежі, які надійшли, а тому частку перестраховиків у резерві катастроф не розраховують.